# San José de la Cruz, San Luis Potosí
San José de la Cruz är en ort i Mexiko.   Den ligger i kommunen Tampamolón Corona och delstaten San Luis Potosí, i den centrala delen av landet, 240 km norr om huvudstaden Mexico City. San José de la Cruz ligger 112 meter över havet och antalet invånare är 168.
Terrängen runt San José de la Cruz är kuperad åt nordväst, men åt sydost är den platt. Runt San José de la Cruz är det ganska tätbefolkat, med 58 invånare per kvadratkilometer. Närmaste större samhälle är Tanquián de Escobedo, 14,1 km öster om San José de la Cruz. Omgivningarna runt San José de la Cruz är en mosaik av jordbruksmark och naturlig växtlighet.